# خط گوتنبا
خط گوتنبا (به ژاپنی: (御殿場線, Gotemba-sen) یک خط آهن وابسته به شرکت راه‌آهن مرکزی ژاپن است که ایستگاه کوزو در اوداوارا، کاناگاوا را به ایستگاه نومازو از طریق ایستگاه گوتنبا متصل می‌کند.